# Madhuca lecomtei
Madhuca lecomtei là một loài thực vật có hoa trong họ Hồng xiêm. Loài này được (Aubrév.) Chantar. mô tả khoa học đầu tiên năm 1998.